# Лануа, Даниэль
Даниэль Ролан Лануа́ (фр. Daniel Roland Lanois; 19 сентября 1951, Гатино, Квебек, Канада) — канадский музыкальный продюсер, автор и исполнитель песен.
Выпустил несколько своих альбомов и продюсировал альбомы большого количества артистов, включая Боба Дилана, The Parachute Club, U2, Брайана Ино, Питера Гэбриэла, Робби Робертсона, Эммилу Харрис, братьев Невилл, Криса Уитли, Рона Сексмита и Nash the Slash.